# Kloster Roda

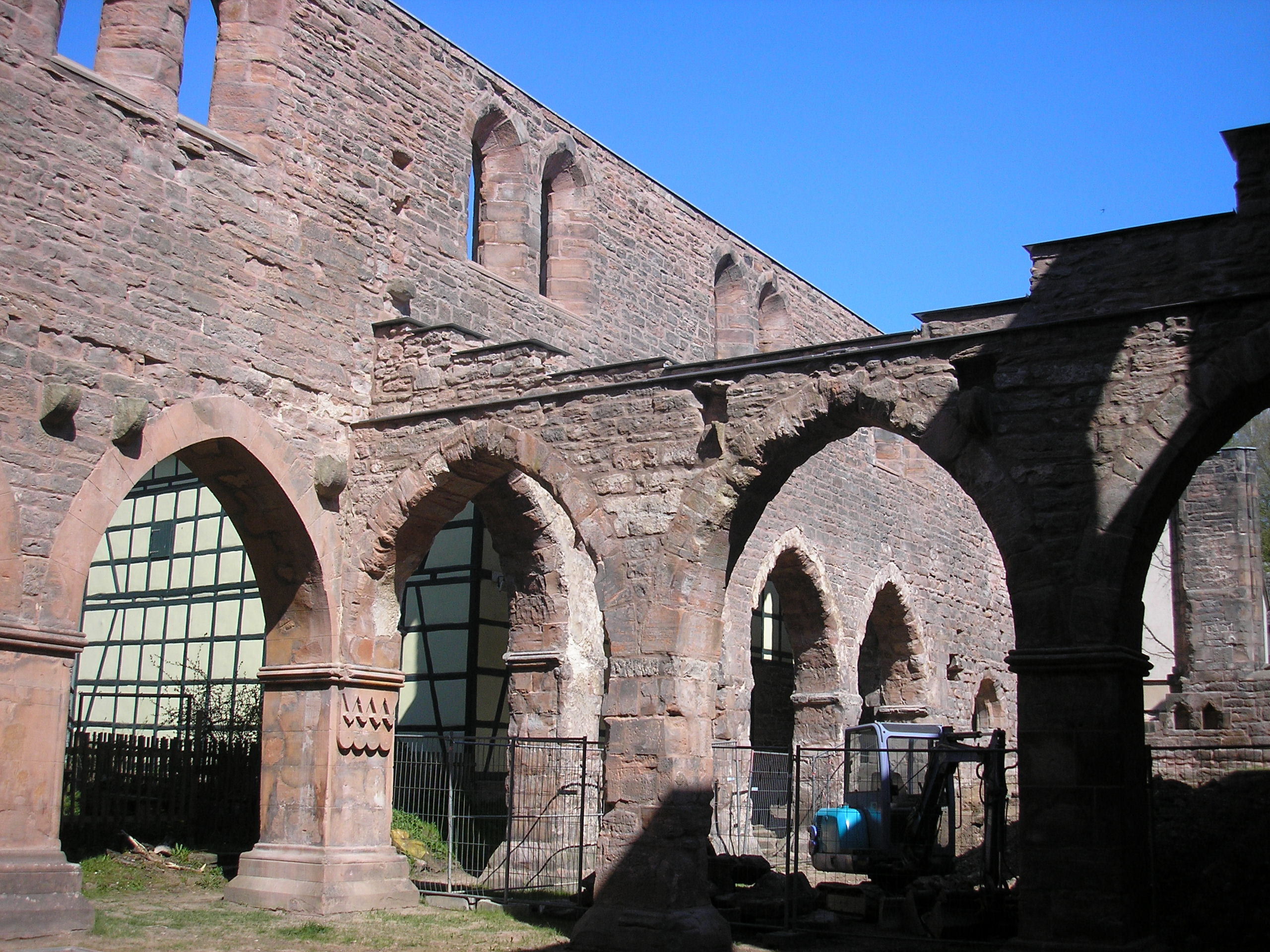
Blick durch die Klosterruine

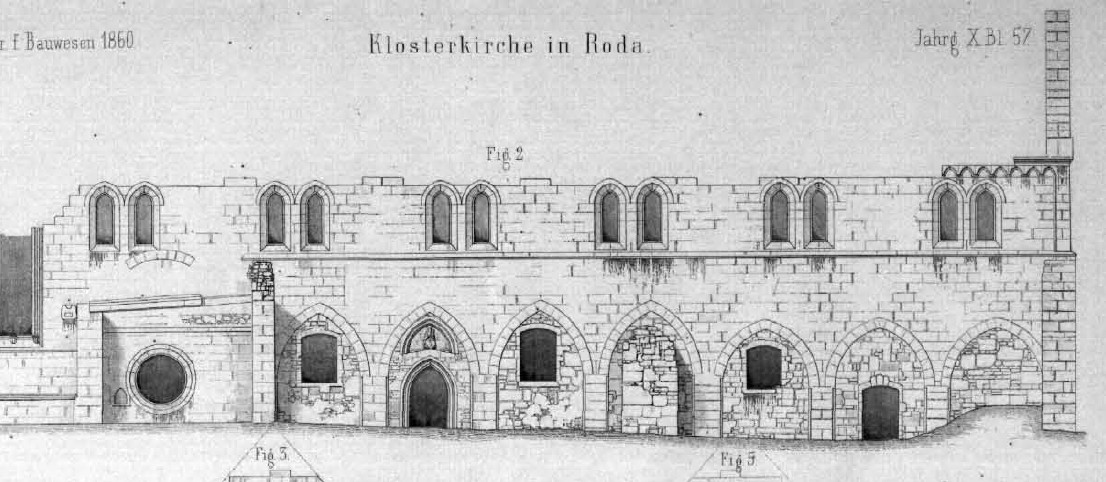
Seitenansicht der Ruine 1860

Das Kloster Roda war ein Kloster der Zisterzienserinnen in Stadtroda (Thüringen).
Es wurde zwischen 1228 und 1247 als Hauskloster der Lobdeburger gegründet und diente ihnen auch als Grablege. Nach der Einführung der Reformation 1534 wurde es aufgehoben.
Die Klosterkirche wurde Mitte des 13. Jahrhunderts im gotischen Stil erbaut. Sie trägt deutliche Stilzüge der Reformen von Hirsau und Maulbronn. Seit der Zerstörung im Dreißigjährigen Krieg 1638 verfiel die Kirche zur Ruine. Heute zählt die aus rotem Sandstein erbaute Kirche zu den größten Klosterruinen in Thüringen.